# Итубера
Итубера (порт. Ituberá) — муниципалитет в Бразилии, входит в штат Баия. Составная часть мезорегиона Юг штата Баия. Входит в экономико-статистический микрорегион Валенса. Население составляет 26 744 человека на 2006 год. Занимает площадь 417,542 км². Плотность населения — 64,1 чел./км².

## История
Город основан 14 августа 1909 года.

## Статистика
- Валовой внутренний продукт на 2003 год составляет 67 268 569,00 реалов (данные: Бразильский институт географии и статистики).
- Валовой внутренний продукт на душу населения на 2003 год составляет 2633,34 реалов (данные: Бразильский институт географии и статистики).
- Индекс развития человеческого потенциала на 2000 год составляет 0,620 (данные: Программа развития ООН).